# Horsfieldia reticulata
Horsfieldia reticulata är en tvåhjärtbladig växtart som beskrevs av Otto Warburg. Horsfieldia reticulata ingår i släktet Horsfieldia och familjen Myristicaceae. Inga underarter finns listade i Catalogue of Life.